# Justicia reflexiflora
Justicia reflexiflora là một loài thực vật có hoa trong họ Ô rô. Loài này được Vahl mô tả khoa học đầu tiên.